# Xileno cianol
Xileno cianol é também conhecido como xileno cianol, azul ácido 147, xileno cianol FF, recebe o C.I. 42135. É um corante e indicador.

## Usos
O xileno cianol pode ser usado como um marcador para monitorar o processo de eletroforese em gel de agarose e eletroforese em gel de poliacrilamida; em géis de agarose a 1%, ele migra de maneira típica na mesma taxa de um fragmento de par de DNA de 4000 bases. Azul de bromofenol e alaranjado G podem também ser usados para este propósito.
É usado em solução de indicador misto com o alaranjado de metila, produzindo uma solução indicadora que muda de púrpura a verde se a solução torna-se básica.
É usado para a técnica SSCP (do inglês Single Strand Conformation, polimorfismo de conformação de filamento único, desenvolvida por Orita et al. (1989)) para a detecção de mutações em DNA de fita simples na solução LIS
(10% de sacarose, 0,01% de azul de bromofenol e 0,01% de xileno cianol).